# Albeta
Albeta – gmina w Hiszpanii, w prowincji Saragossa, w Aragonii, o powierzchni 2,65 km². W 2011 roku gmina liczyła 149 mieszkańców.